# Uleanivka, Skadovsk
Uleanivka (în ucraineană Улянівка) este localitatea de reședință a comunei Uleanivka din raionul Skadovsk, regiunea Herson, Ucraina.

## Demografie
Componența lingvistică a localității Uleanivka
     Ucraineană (93,11%)
     Rusă (5,09%)
     Alte limbi (0,28%)
Conform recensământului din 2001, majoritatea populației localității Uleanivka era vorbitoare de ucraineană (93,11%), existând în minoritate și vorbitori de rusă (5,09%) și armeană (1,42%).